# Wiesław Dygoń
Wiesław Dygoń (ur. 21 maja 1957 w Karpaczu, zm. 25 lutego 2016 w Lubawce) – polski skoczek oraz trener narciarski.

## Życiorys
W latach 1965–1981 uprawiał skoki narciarskie w barwach klubu KS Śnieżka Karpacz. Był wielokrotnym mistrzem Dolnego Śląska, natomiast najlepszy występ w zawodach ogólnopolskich to szóste miejsce w mistrzostwach Polski juniorów. Studiował na Akademii Wychowania Fizycznego w Krakowie (1977-1981) gdzie uzyskał tytuł trenera w narciarstwie klasycznym - skoki oraz podyplomowo na Akademii Wychowania Fizycznego w Poznaniu, którą ukończył w 1984 roku jako trener lekkoatletyczny.
W latach 1982–1987 pracował jako nauczyciel wychowania fizycznego w szkołach w Sanoku oraz Lubawce.
W latach 1994–1999 pracował w Szkole Mistrzostwa Sportowego w Karpaczu i Szklarskiej Porębie szkoląc zawodników w biathlonie. Sportowcy z jego grupy zdobywali medale Mistrzostw Świata, Europy i Polski, a także na Ogólnopolskich Olimpiadach Młodzieży, wielu z nich startowało też w kadrze narodowej i olimpijskiej. W tym okresie Wiesław Dygoń był też trenerem kadry Polski Juniorów na Mistrzostwach Świata w fińskim Kontiolahti oraz na Mistrzostwach Europy w Val-Ridanna (Włochy) i Mińsku-Raubiczach (Białoruś), skąd Jego zawodnicy przywozili medale we wszystkich kolorach.
W okresie od 2001 do 2010 roku pracował jako trener młodych skoczków narciarskich w KS Śnieżka Karpacz, natomiast od 2010 roku podjął pracę w Lubawskim Uczniowskim Klubie Sportowym "LUKS-SKI", gdzie trenował juniorów w skokach oraz kombinacji norweskiej.
Od 2004 powrócił także do pracy nauczyciela w szkole w Lubawce. Był jednym z założycieli Stowarzyszenia Biathlon Karkonoski z siedzibą w Jeleniej Górze. W wyborach samorządowych w 2014 roku bezskutecznie ubiegał się o mandat radnego rady powiatu kamiennogórskiego z ramienia Platformy Obywatelskiej. W tym samym roku został odznaczony Odznaką Honorową Zasłużony dla Województwa Dolnośląskiego.
Zmarł w wyniku choroby nowotworowej. Po śmierci został pochowany na cmentarzu w Lubawce.
Wśród jego wychowanków były m.in. olimpijki z Nagano (1998): Iwona Daniluk (biathlon) i Eliza Surdyka (biegi narciarskie) oraz kombinator norweski Krystian Gryczuk.
Po śmierci trenera pojawił się pomysł, by jego imieniem nazwać lubawczańską skocznię narciarską na Kruczej Skale.